# Kế hoạch Xây dựng lại Tốt hơn
Build Back Better Plan (Kế hoạch Xây dựng lại Tốt hơn) là một gói cứu trợ COVID-19, phục hồi kinh tế và cơ sở hạ tầng trong tương lai trị giá 7 nghìn tỷ đô la Mỹ do Tổng thống Hoa Kỳ Joe Biden đề xuất. Nó sẽ bao gồm các khoản đầu tư vào cơ sở hạ tầng và dự kiến sẽ tạo ra 10 triệu việc làm bằng năng lượng sạch. Các khoản chi tiêu cũng sẽ bao gồm các quỹ của chính phủ về nhà ở, giáo dục, công bằng kinh tế và chăm sóc sức khỏe.
Kế hoạch này được chia thành ba phần: Kế hoạch Giải cứu Hoa Kỳ, gói cứu trợ COVID-19, được thông qua vào tháng 3 năm 2021; Kế hoạch Việc làm Hoa Kỳ, một đề xuất nhằm xây dựng lại cơ sở hạ tầng của Hoa Kỳ và tạo ra việc làm; và Kế hoạch Gia đình Hoa Kỳ, một đề xuất đầu tư vào các lĩnh vực liên quan đến chăm sóc và giáo dục trẻ em. Kể từ ngày 1 tháng 8 năm 2021, Kế hoạch Giải cứu Hoa Kỳ là kế hoạch duy nhất đã được ký thành luật, mặc dù các đề xuất trong Kế hoạch Việc làm Hoa Kỳ đã được Thượng viện thông qua thông qua Đạo luật Đầu tư Cơ sở hạ tầng và Việc làm.

## Tầm nhìn
Không lâu trước khi Joe Biden nhậm chức tổng thống thứ 46 của Hoa Kỳ, Biden đã đặt ra các mục tiêu sau cho chương trình nghị sự "Xây dựng trở lại tốt hơn" của mình:
1. "Xây dựng cơ sở hạ tầng hiện đại"
2. "Định vị ngành công nghiệp ô tô của Hoa Kỳ để giành chiến thắng trong thế kỷ 21 với công nghệ được phát minh ở Hoa Kỳ"
3. "Đạt được ngành điện không ô nhiễm carbon vào năm 2035"
4. "Đầu tư mạnh mẽ vào việc sử dụng năng lượng hiệu quả trong các tòa nhà, bao gồm cả việc hoàn thiện 4 triệu cải tiến và xây dựng 1,5 triệu ngôi nhà giá cả phải chăng mới"
5. "Theo đuổi khoản đầu tư lịch sử vào đổi mới năng lượng sạch"
6. "Tiên tiến Nông nghiệp bền vững và Bảo tồn"
7. "Công bằng môi trường an toàn và cơ hội kinh tế bình đẳng"

## Lịch sử
Kế hoạch Giải cứu Hoa Kỳ , gói cứu trợ COVID-19 trị giá 1,9 nghìn tỷ USD, được thông qua vào tháng 3 năm 2021 bằng cách sử dụng thủ tục hòa giải.
Kế hoạch Việc làm Hoa Kỳ hiện đang được thảo luận, với kế hoạch 'cấu trúc hữu hình' trị giá 1,2 nghìn tỷ đô la của lưỡng đảng sẽ được đưa ra bỏ phiếu tại Thượng viện để bắt đầu cuộc tranh luận vào ngày 21 tháng 7. Ngoài ra, một dự luật hòa giải trị giá 3,5 nghìn tỷ đô la đang được chuẩn bị, dự kiến bao gồm các biện pháp liên quan đến biến đổi khí hậu, viện trợ gia đình và mở rộng Medicare.